# جواز سفر كوري جنوبي
يصدر جواز سفر كوري جنوبي (هانغل: 대한민국 여권) للمواطنين من كوريا الجنوبية لتسهيل السفر الدولي. بدأ إصدار النسخة الثانية من جوازات السفر الإلكرونية في 21 ديسمبر 2021، والذي تأجل لمدة عام واحد بسبب جائحة فيروس كورونا.

## أنواع

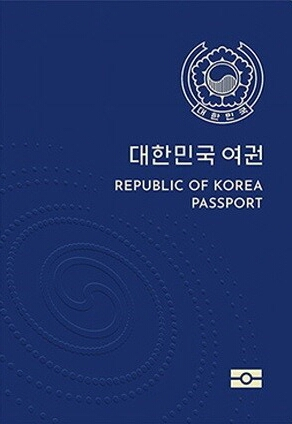
جواز السفر العادي (일반여권): يصدر للمواطنين العاديين. تصدر جوازات السفر العادية لمدة عام أو خمس أو عشر سنوات من الصلاحية.
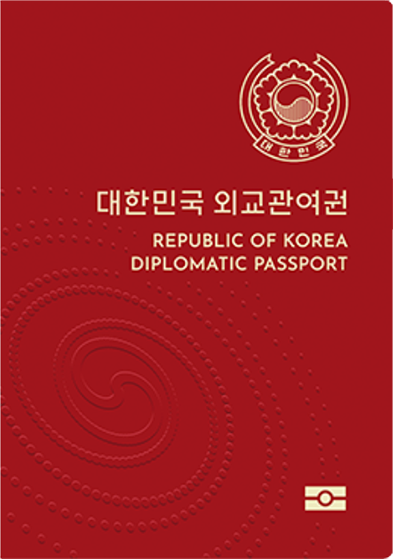
جواز السفر الدبلوماسي (외교관여권): يصدر للدبلوماسيين. تضمن جوازات السفر هذه معاملة خاصة في البلدان الأخرى.
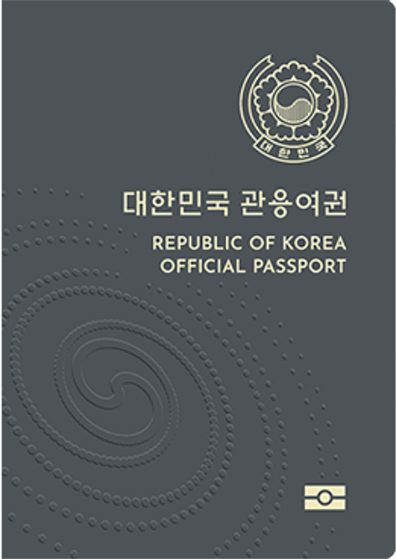
جواز السفر الرسمي (관용여권): يصدر لأعضاء مجلس الأمة وموظفي الخدمة المدنية.  - جواز السفر العادي
  - جواز السفر الدبلوماسي
  - جواز الشفر الرسمي

## متطلبات التاشيرة

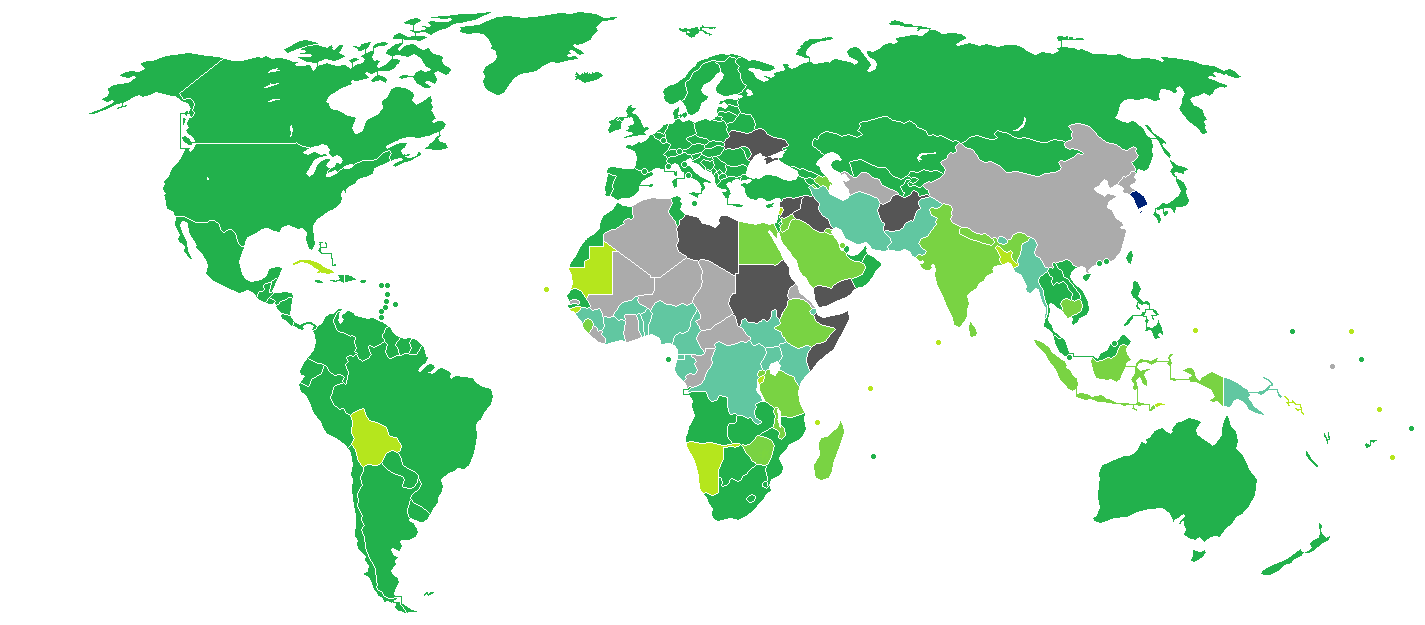
البلدان والأقاليم التي لا تفرض تأشيرة أو تطلب تأشيرة دخول عند الوصول للجهة، لحاملي جوازات السفر الكورية الجنوبية العادية.

اعتبارًا من 15 يناير 2019 كان مواطنوا كوريا الجنوبية يتمتعون بإمكانية دخول 189 دولة وإقليم بدون تأشيرة أو تأشيرة عند الوصول، مما أدى إلى تصنيف جواز السفر الكوري الجنوبي في المرتبة الثانية في العالم من حيث حرية السفر وفقًا مؤشر هينلي لجوازات السفر.

### الدول المحظورة
حظرت حكومة كوريا الجنوبية أفغانستان والعراق وليبيا والصومال وسوريا واليمن كوجهات سفر لأسباب تتعلق بالسلامة.

## المعرض

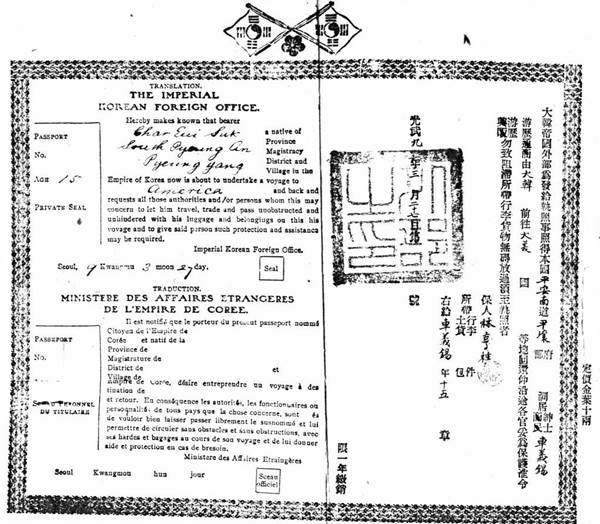
جواز سفر الإمبراطورية الكورية صادر عام 1905.
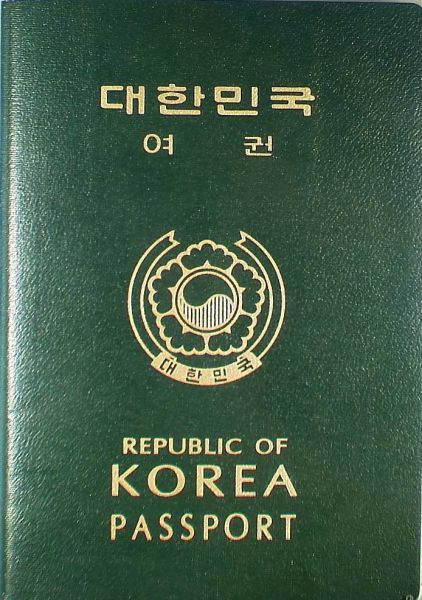
جواز سفر جمهورية كوريا مقروء آليًا صادر في 1994.
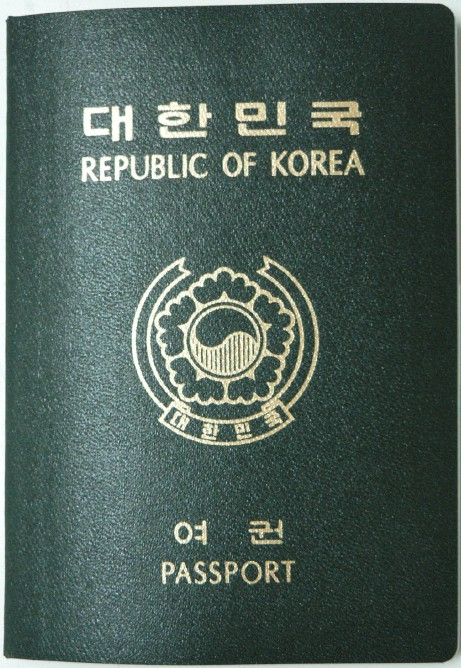
جواز سفر جمهورية كوريا مقروء آليًا صادر في 2005.
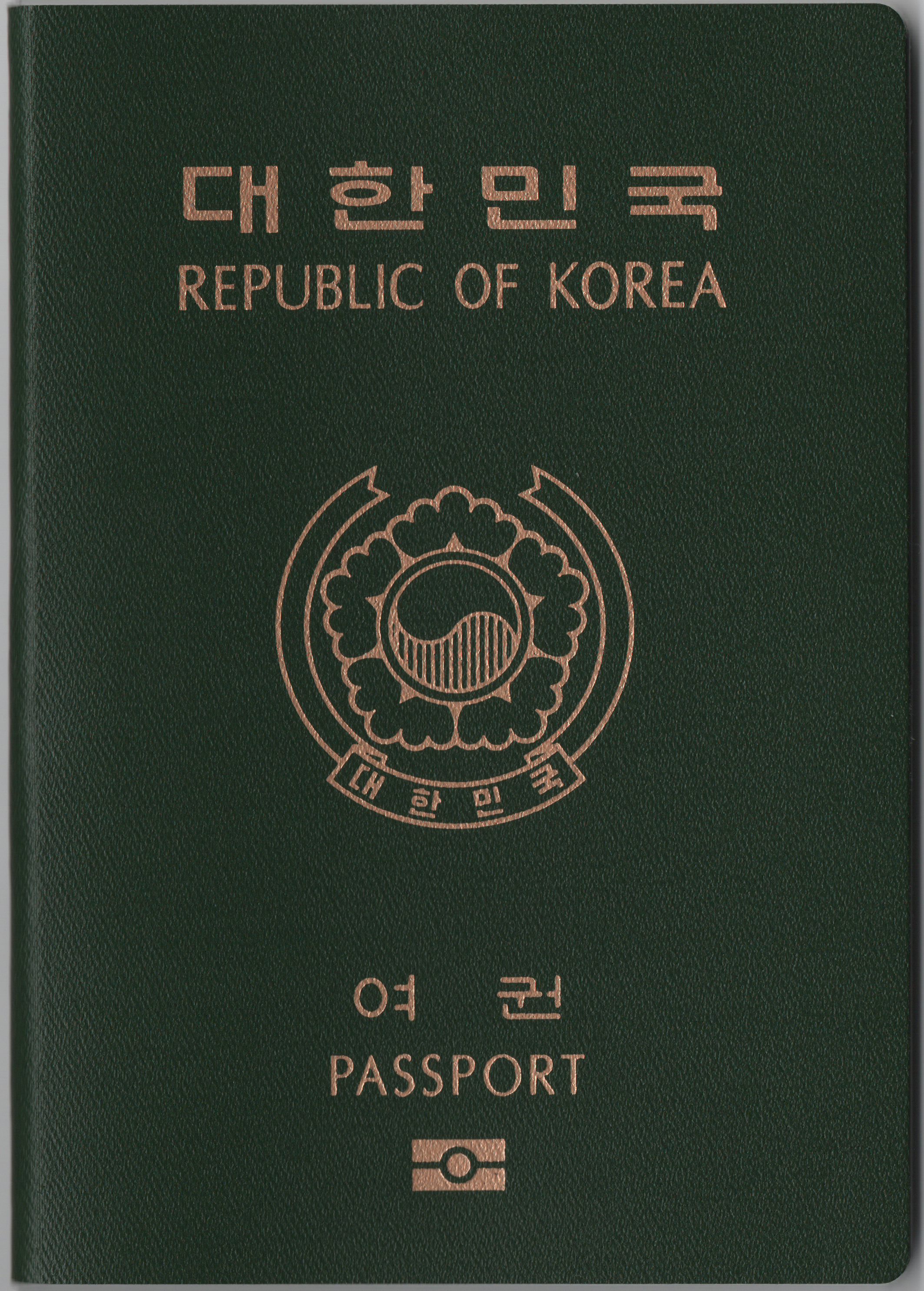
جواز سفر جمهورية كوريا الإلكتروني صادر بين 25 أغسطس 2008 و20 ديسمبر 2021.
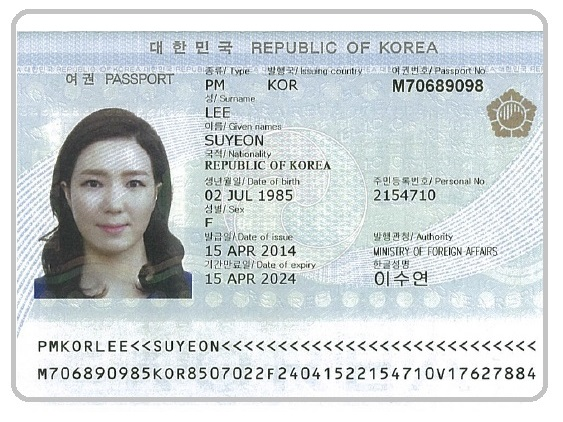
نموذج صفحة معلومات الهوية في جواز السفر الإلكتروني حتى 20 ديسمبر 2021.
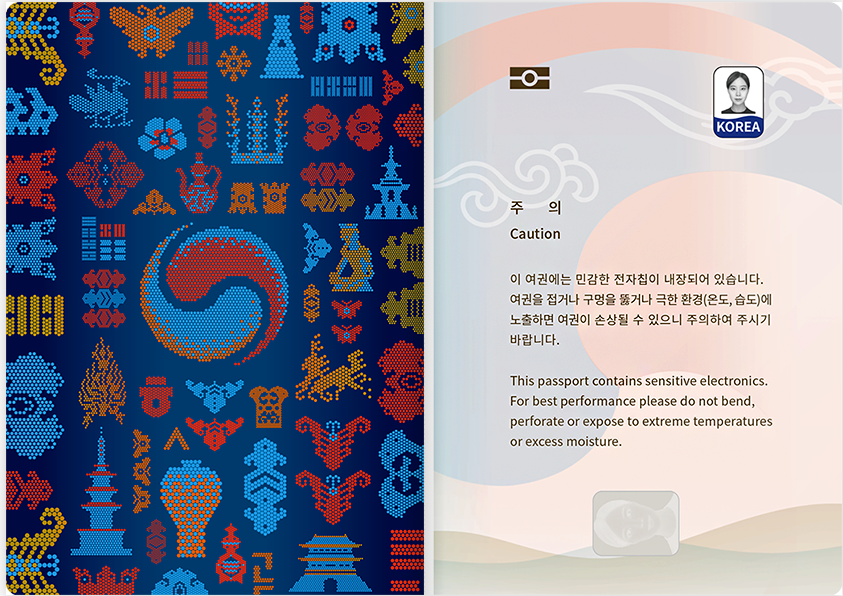
نصائح استخدام الجواز